# Kaleidoszkóp (Zséda-album)
A Kaleidoszkóp Zséda 2024 novemberében megjelent nyolcadik nagylemeze. Az album a Magneoton lemezkiadó gondozásában jelent meg.

## Az album dalai
1. Epilógus
2. Fantom
3. Monológ (duett Solére-vel)
4. Korai Telihold (duett Szűcs Krisztiánnal)
5. Gyémánt ragyogás
6. Szólj hozzám (duett Váczi Eszterrel)
7. Pillanat
8. Egy ölelés a világ (duett Dolhai Attilával)
9. Esik a hó
10. Napfénytető (duett Bari Lacival)
11. Te vagy minden
12. Prológus

## Videóklipek
- Fantom
- Korai Telihold
- Pillanat